# Бигелоу, Роберт
Роберт Т. Бигелоу (родился в 1945 г.) — гостиничный и аэрокосмический предприниматель. Владеет сетью отелей Budget Suites of America, основатель Bigelow Aerospace.
Bigelow Aerospace запустила 2 экспериментальных космических модуля — Genesis I и Genesis II, и имеет планы запустить полноценные модули, которые будут использоваться как орбитальные гостиницы (см. Коммерческая космическая станция Бигелоу), исследовательские лаборатории и заводы. В апреле 2016 года к Международной космической станции был доставлен экспериментальный надувной модуль «Bigelow Expandable Activity Module», который будут испытывать на орбите в течение двух лет..